# Elecciones provinciales de Jujuy de 1927
Las elecciones generales de la provincia de Jujuy de 1927 tuvieron lugar el domingo 9 de enero del mencionado año con el objetivo de renovar la Gobernación, así como 9 de los 18 escaños de la Legislatura Provincial. Fueron las quintas elecciones desde la instauración del sufragio secreto en la Argentina. Nuevamente la competencia se dio entre candidatos provenientes de alguna de las dos facciones de la Unión Cívica Radical (UCR), partido hegemónico a nivel nacional.
Pedro José Pérez, gobernador por el conservadurismo entre 1913 y 1916, se presentó nuevamente para la gobernación, apoyado tanto por le radicalismo antipersonalista, facción opositora a Hipólito Yrigoyen y que contaba con el apoyo parcial del presidente Marcelo Torcuato de Alvear, como por el conservador Partido Provincial. Su contrincante sería también un exgobernador, Horacio Carrillo, apoyado por las distintas facciones que componían el radicalismo yrigoyenista: la suya propia, la de Luis Cuñado, y la de Miguel Aníbal Tanco. Horas antes de que comenzara el acto eleccionario, la alianza radical decretó la abstención, aduciendo falta de garantías mínimas para que los comicios fueran limpios.
En medio de una atmósfera tensa, Pérez se impuso casi unánimemente con el 91.58% de los votos, contra el 9.42% de Carrillo, habiendo departamentos donde todos los votos fueron para la coalición conservadora, y ni siquiera hubo votos en blanco o anulados. Ni siquiera un tercio de los electores registrados concurrió a votar, con una participación del 28.34%, la más baja de la historia electoral jujeña. Pérez asumió su cargo el 21 de abril, pero no pudo completar su mandato porque falleció el 12 de mayo de 1929. El gobernador saliente Benjamín Villafañe fue el último mandatario jujeño en completar su mandato y no abandonar el cargo prematuramente hasta Alberto Iturbe en 1952, precisamente al entregarle el mando al sobrino de Villafañe, Jorge Villafañe.